# Фридонија (Висконсин)
Фридонија (енгл. Fredonia) град је у америчкој савезној држави Висконсин.

## Демографија
По попису из 2010. године број становника је 2.160, што је 226 (11,7%) становника више него 2000. године.
| Група             | 2000.         | 2010.         |
| Белци             | 1.859 (96,1%) | 2.071 (95,9%) |
| Афроамериканци    | 10 (0,5%)     | 22 (1,0%)     |
| Азијати           | 10 (0,5%)     | 3 (0,1%)      |
| Хиспаноамериканци | 27 (1,4%)     | 39 (1,8%)     |
| Укупно            | 1.934         | 2.160         |